# Adaklu Waya

Adaklu Waya (eller bara Waya) är en ort i sydöstra Ghana. Den är huvudort för distriktet Adaklu, och folkmängden uppgick till 1 236 invånare vid folkräkningen 2010.